# Bachtiari-Talsperre
Die Bachtiari-Talsperre wird am Bachtiari-Fluss (einem Nebenfluss des Dez) im Iran gebaut. Mit einer geplanten Höhe von 315 Metern (teilweise wird auch 325 m angegeben) ergäbe sich eine der höchsten Talsperren der Erde, wenn das Projekt verwirklicht ist. Der Standort liegt im Zāgros-Gebirge in der Provinz Luristan im Südwesten des Iran, 50 km flussaufwärts von der Dez-Talsperre.
Das geplante Wasserkraftwerk wird eine Generatorkapazität von 1500 MW haben und im Jahr 3000 GWh Strom erzeugen. Weiteren Nutzen sollen die Hochwasserregulierung, die Bewässerung und die Wasserversorgung bringen. Auch soll die Menge an Sedimenten in der Dez-Talsperre verringert werden.
Das Absperrbauwerk soll eine doppelt gekrümmte Bogenstaumauer erhalten. Der Stausee wird mit 4800 Millionen Kubikmetern Inhalt der zweitgrößte des Iran sein, nach dem Karche-Stausee.

## Einzelquellen
1. ↑  Iran begins construction of 1,500-MW Bakhtiari Dam project